# Liaopodisma
Liaopodisma is een geslacht van rechtvleugeligen uit de familie veldsprinkhanen (Acrididae). De wetenschappelijke naam van dit geslacht is voor het eerst geldig gepubliceerd in 1990 door Zheng.

## Soorten
Het geslacht Liaopodisma  is monotypisch en omvat slechts de volgende soort:
- Liaopodisma qinshanensis (Zheng, 1990)